# Jankiel

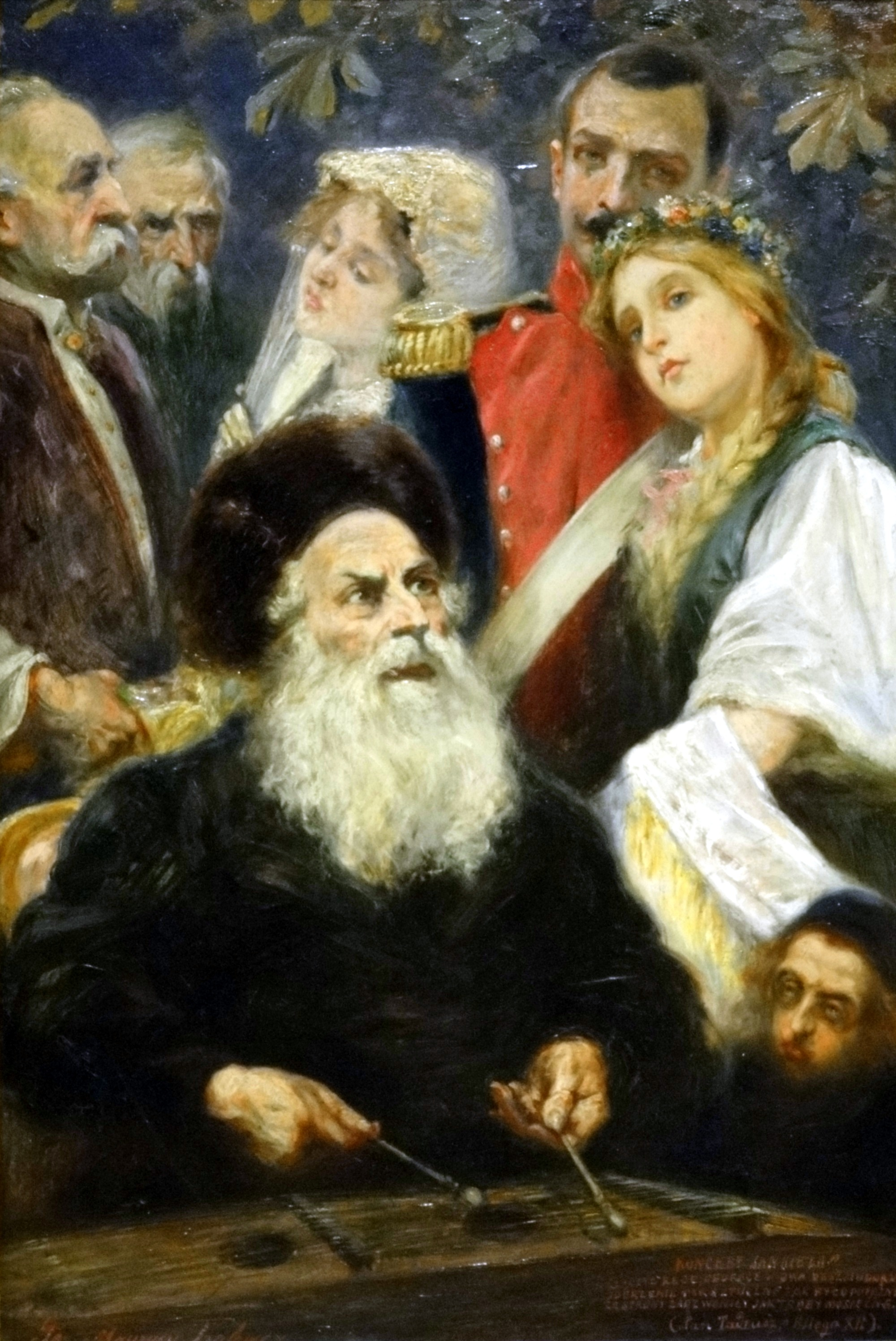
„Koncert Jankiela”, Maurycy Trębacz, Muzeum Narodowe w Warszawie

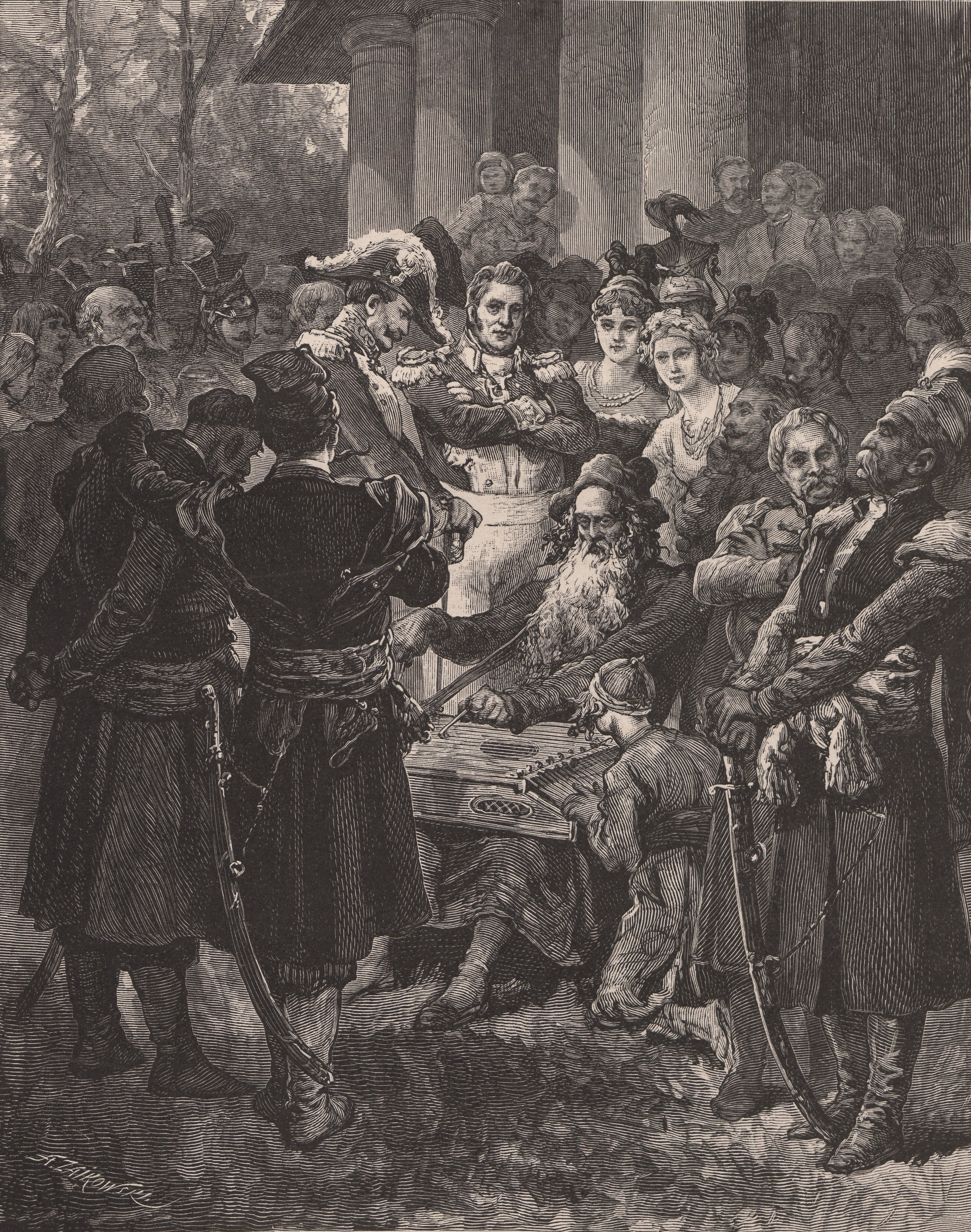
„Koncert Jankiela” – ilustracja z roku 1881 Michała Elwiro Andriollego do jednego z pierwszych wydań „Pana Tadeusza”

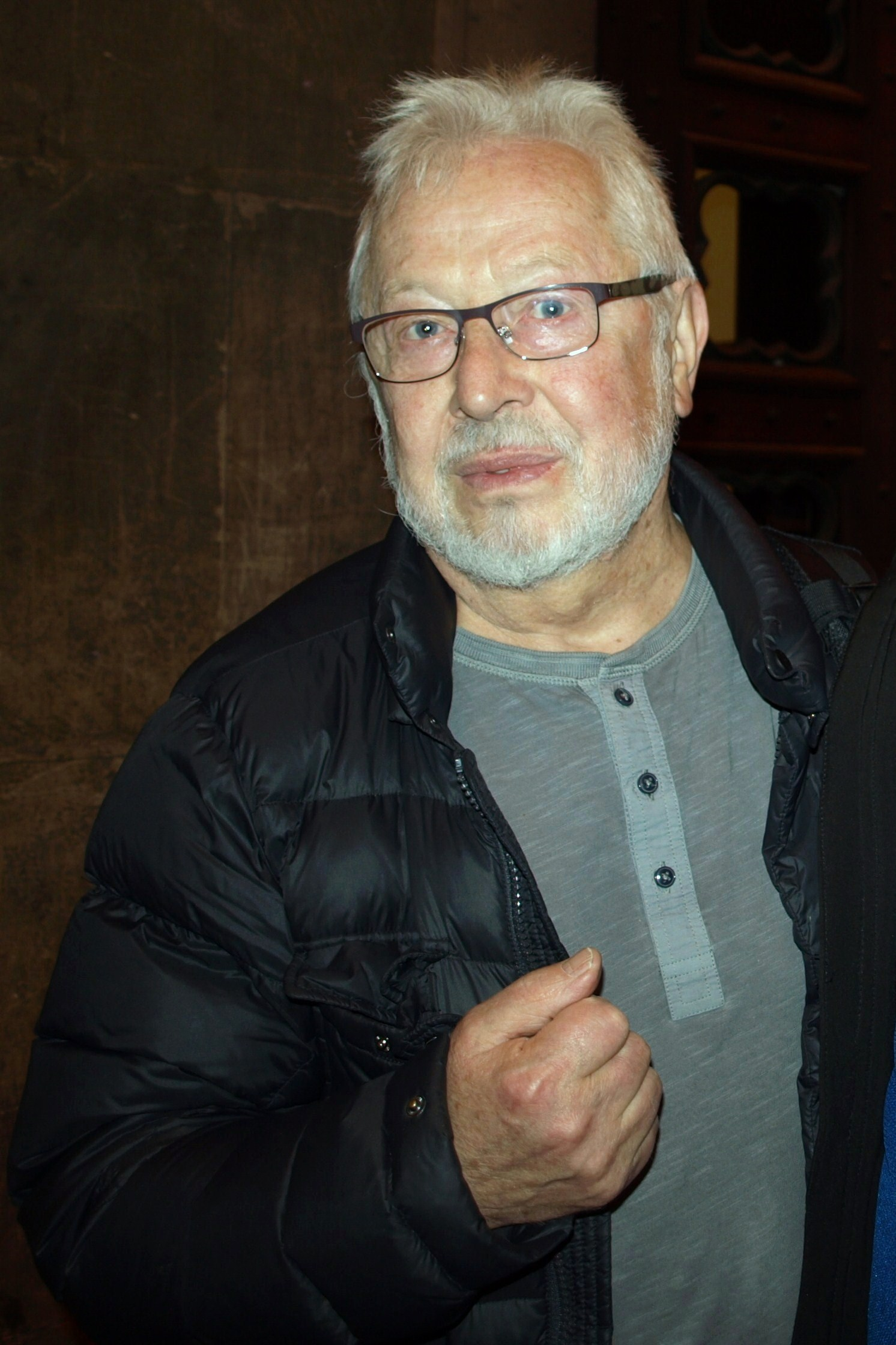
Władysław Kowalski, odtwórca roli Jankiela w filmie Pan Tadeusz w reżyserii Andrzeja Wajdy.

Jankiel – jeden z bohaterów eposu Pan Tadeusz Adama Mickiewicza, Żyd stary i powszechnie znany z poczciwości, karczmarz. 
Dzierżawca dwóch karczm (arendarz) w dobrach Sopliców. Był wielkim polskim patriotą i bezbłędnie mówił po polsku. Znał dziesiątki narodowych pieśni. Angażował się w działalność konspiracyjną, był człowiekiem uczciwym i szanowanym. Był zastępcą rabina nowogródzkiego i emisariuszem napoleońskim, najbliższym współpracownikiem księdza Robaka, od początku wtajemniczonym w sprawę jego tożsamości. Próbował uspokajać szlachtę podburzaną przez Gerwazego Rębajłę. Prawdopodobnie to on zawiadomił Robaka o zajeździe Soplicowa. Po bitwie przepadł bez wieści, by pojawić się z głównym sztabem wojska polskiego. 
Słynął w całej okolicy z nadzwyczajnej gry na cymbałach. W XII księdze gra słynny koncert ilustrujący losy Rzeczypospolitej w czasach rozbiorów.
Jest prawdopodobne, że postać Jankiela była po części wzorowana na będzińskim rabinie Jakubie Natanie.